# Responsabilità amministrativa delle persone giuridiche e delle associazioni
Con il Decreto Legislativo n. 231, emanato in data 8 giugno 2001 (in attuazione della delega di cui all'articolo 11 della Legge 29 settembre 2000 n. 300 ed entrato in vigore il 4 luglio 2001) l'Italia ha adeguato la propria normativa interna alle convenzioni internazionali in materia di responsabilità amministrativa delle persone giuridiche e delle associazioni, alle quali l'Italia aveva già da tempo aderito.
In particolare, si tratta:
1. Della Convenzione di Bruxelles del 26 luglio 1995 sulla tutela degli interessi finanziari delle Comunità Europee;
2. della Convenzione firmata a Bruxelles il 26 maggio 1997 sulla lotta alla corruzione nella quale siano coinvolti funzionari della Comunità Europea o degli Stati membri;
3. della Convenzione OCSE del 17 dicembre 1997 sulla lotta alla corruzione di pubblici ufficiali stranieri nelle operazioni economiche internazionali.

## Aggiornamenti
Il D.L. 25 settembre 2001, n. 350 (in G.U. 26/9/2001, n. 224), convertito con L. 23 novembre 2001, n. 409 (in G.U. 24/11/2001, n. 274) ha disposto (con l'art. 6) l'introduzione dell'art. 25-bis.
Il D.Lgs. 11 aprile 2002, n. 61 (in G.U. 15/4/2002, n. 88) ha disposto (con l'art. 3) la modifica della rubrica della sezione III e l'introduzione dell'art. 25-ter.
Il D.P.R. 30 maggio 2002, n. 115 (in S.O n. 126/L relativo alla G.U. 15/6/2002, n. 139) ha disposto (con l'art. 299) l'abrogazione dell'art. 75.
Il D.P.R. 14 novembre 2002, n. 313 (in S.O. n. 22/L, relativo alla G.U. 13/2/2003, n. 36) ha disposto (con l'art. 52) la modifica dell'art. 85 e l'abrogazione degli artt. 80, 81 e 82.
La L. 14 gennaio 2003, n. 7 (in G.U. 27/1/2003, n. 21) ha disposto (con l'art. 3) l'introduzione dell'art. 25-quater.
Il D.Min. 26 giugno 2003, n. 201 Archiviato il 1º maggio 2008 in Internet Archive. (in G.U. 4/8/2003, n. 179) ha disposto (con l'art. 8) la modifica dell'art. 6.
La L. 11 agosto 2003, n. 228 (in G.U. 23/8/2003, n. 195) ha disposto (con l'art. 5) l'introduzione dell'art. 25-quinquies.
La L. 18 aprile 2005, n. 62 (in S.O. n. 76/L, relativo alla G.U. 27/4/2005, n. 96) ha disposto (con l'art. 9) l'introduzione dell'art. 25-sexies.
La L. 28 dicembre 2005, n. 262 (in S.O. n. 208/L, relativo alla G.U. 28/12/2005, n. 301) ha disposto (con gli artt. 31 e 39) la modifica dell'art. 25-ter.
La L. 9 gennaio 2006, n. 7 (in G.U. 18/1/2006, n. 14) ha disposto (con l'art. 8) l'introduzione dell'art. 25-quater.1.
La L. 6 febbraio 2006, n. 38 (in G.U. 15/2/2006, n. 38) ha disposto (con l'art. 10) la modifica dell'art. 25-quinquies.
La L. 3 agosto 2007, n. 123 (in G.U. 10/8/2007, n. 185) ha disposto (con l'art. 9) l'introduzione dell'art. 25-septies.
Il D.Lgs. 21 novembre 2007, n. 231 (in S.O. n. 268/L, relativo alla G.U. 14/12/2007, n. 290) ha disposto (con l'art. 63, comma 3) l'introduzione dell'art. 25-octies.
La L. 18 marzo 2008, n. 48 (in S.O. n. 79, relativo alla G.U. 04/04/2008, n. 80) ha disposto (con l'art. 7) l'introduzione dell'art. 24-bis.
Il D.Lgs. 9 aprile 2008, n. 81 (in S.O. n. 101, relativo alla G.U. 30/04/2008) ha disposto (con l'art. 300) la modifica dell'art. 25-septies.
La L. 15 luglio 2009, n. 94 (in S.O. n. 128 relativo alla G.U. 24/07/2009) ha disposto (con l'art. 2) l'introduzione dell'art. 24-ter.
La L. 23 luglio 2009, n. 99 (in S.O. n. 136 relativo alla G.U. 31/07/2009 n. 176) ha disposto (con l'art. 15) l'introduzione dell'art. 25-bis.1 e dell'art. 25-novies oltre a modifica di alcune parti dell'art. 25-bis.
La L. 3 agosto 2009, n. 116 (in G.U. 14/08/2009 n. 188) ha disposto (con l'art. 4) l'introduzione dell'art. 25-novies non tenendo conto di un articolo con identica numerazione inserito con l'articolo 15 della legge 23 luglio 2009 n. 99.
Il D.Lgs. 7 luglio 2011, n. 121 (in G.U. 01/08/2011 n. 177) ha disposto (con l'art. 2) la correzione dell'errata numerazione introdotta con la L. 23 luglio 2009, n. 99 e l'introduzione dell'art. 25-undecies.
Il D.Lgs. 16 luglio 2012, n. 109 (in G.U. 25/07/2012 n. 172) ha disposto (con l'art. 2) l'introduzione dell'art. 25-duodecies.
La L. 6 novembre 2012, n. 190 (in G.U. 13/12/2012 n. 265) ha disposto, con l'art. 1, comma 77, lettera a) n.1) e n. 2), la modifica dell'art. 25 e, con il medesimo art. 1, comma 77, lettera b), la modifica dell'art. 25-ter.
Il D.L. 14 agosto 2013, n. 93 (GU 16/8/2013 n.191) aveva disposto, con l'art. 9, comma 2, la modifica dell'art. 24-bis. Tale modifica, però, non è stata confermata dalla legge di conversione L. 15 ottobre 2013, n. 119.

## Normativa correlata
La L. 16 marzo 2006, n. 146 (in S.O. n. 91 relativo alla G.U. 11/04/2006 n. 85) ha ratificato la convenzione e i protocolli contro il crimine organizzato transnazionale adottati dall'assemblea generale delle Nazioni Unite il 15 novembre 2000 ed il 31 maggio 2001. Con l'art. 10 sono stati aggiunti dei reati da cui scaturisce la responsabilità amministrativa degli enti elencandoli direttamente nel corpo della legge e non con il consueto meccanismo che prevede la variazione del testo del decreto. Per tali reati, dunque, si dovrà fare riferimento alla qui menzionata legge e non al testo del decreto.
Il D.Lgs. 9 aprile 2008, n. 81 (in S.O. n. 108 relativo alla G.U. 30/04/2008 n. 101) indica (con l'art. 30) ulteriori fonti di ispirazione per la definizione del Modello di Organizzazione specificatamente per ciò che concerne i reati previsti all'art. 25-septies (Omicidio colposo e lesioni colpose gravi o gravissime, commesse in violazione delle norme anti-infortunistiche e sulla tutela dell'igiene e della salute sul lavoro).